# 22号弗吉尼亚州州道
維吉尼亞州22號公路（Virginia State Highway 22）是美國維吉尼亞州的重要公路之一，連接沙德維爾（Shadwell）的美國國道250及美國國道522。1933年以前，州公路22屬維吉尼亞州39號公路。全長47.97公里。